# ان‌بی‌ای آل-استار ویکند
ان‌بی‌ای آل-استار ویکند (به انگلیسی: NBA All-Star weekend) یک جشنواره چندروزه است که هر سال در ماه فوریه و در میانه فصل عادی ان‌بی‌ای برگزار می‌شود. این رویداد شامل مجموعه‌ای از مسابقات بسکتبال، نمایش‌ها و اجراهای متنوع است که در نهایت به بازی آل-استار ان‌بی‌ای ختم می‌شود که یکشنبه شب برگزار می‌گردد. در طی این دوره، هیچ بازی فصل عادی انجام نمی‌شود و به این دوره تعطیلات آل‌استار نیز گفته می‌شود. این رویداد بلافاصله پس از پایان مهلت نقل‌ و انتقالات بازیکنان برگزار می‌شود.